# Faustina Bordoni

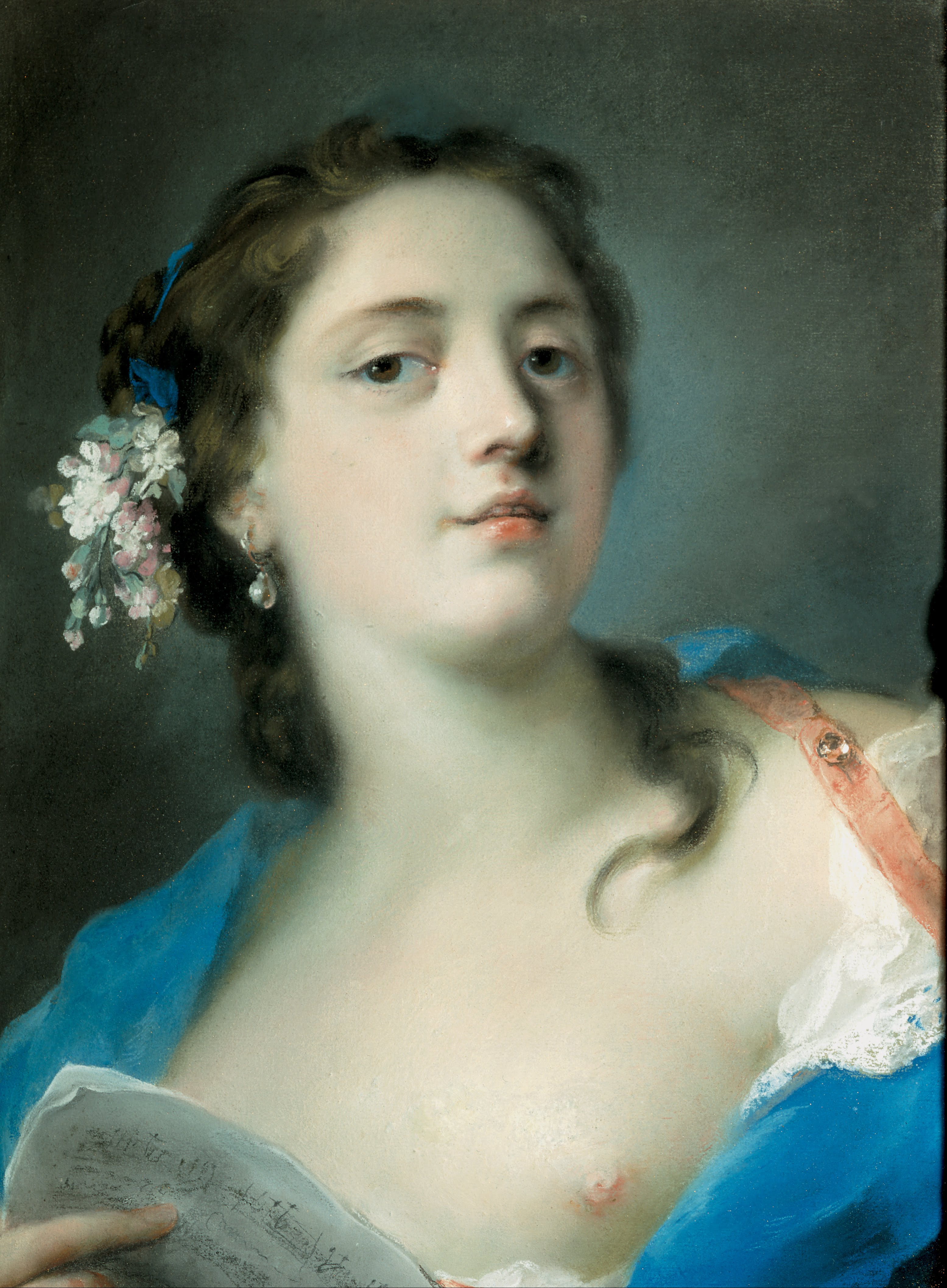
Faustina Bordoni sportretowana przez Rosalbę Carrerę ok. 1725

Faustina Bordoni (ur. 30 marca 1697 w Wenecji, zm. 4 listopada 1781) – włoska mezzosopranistka.

## Wczesna kariera
Wychowała się pod protekcją arystokratycznych braci kompozytorów Alessandra i Benedetta Marcella. Jej nauczycielem śpiewu był inny kompozytor, Michelangelo Gasparini. Przez wiele lat w służbie Elektora Palatynatu, zadebiutowała w Wenecji w 1716 roku w operze „Ariodante” Carla Francesca Pollarola, śpiewała w swoim rodzinnym mieście do roku 1725 w operach Albinoniego, braci Gasparinich, Giacomellego, Lea, Orlandiniego, ojca i syna Pollarolów i Leonarda Vinciego, między innymi. W latach 1718 i 1719 w Wenecji śpiewała obok Franceski Cuzzoni, jej późniejszej wielkiej rywalki. W tym okresie występowała kilka razy w  Reggio nell'Emilia, Neapolu i Parmie, i przynajmniej raz w Mediolanie, Modenie i Florencji. Po niemieckim debiucie w 1723 roku, w operze „Gryzelda” Torriego w Monachium, została ulubienicą publiczności na północ od Alp w latach dwudziestych XVIII wieku, cieszyła się także wielkim sukcesem w Wiedniu (1725–26). Nadano jej przydomek "nowej syreny", znana była powszechnie jako "Faustina".

## "Rywalizujące Królowe"
Jej londyński debiut, w roli Roksany w Handlowskiej operze Alessandro, miał miejsce 5 maja 1726 roku, u boku Senesina i Cuzzoni. Podczas następnych dwóch sezonów wystąpiła w czterech nowych rolach Handlowskich: Alcesta w Admecie i Pulcheria w Ryszardzie Pierwszym (1727 rok), Emira w Siroe oraz Eliza w Ptolemeuszu (1728). Śpiewała również we wznowieniu Radamista, oraz w operach Ariostiego i  Bononciniego. Podczas wystawienia bononciniowskiej opery  „Astyanaks” 6 czerwca 1727 roku, powstały zamieszki wśród publiczności pomiędzy jej zwolennikami oraz fanami jej rywalki Cuzzoni w Królewskim Teatrze na Haymarket, w obecności Karoliny, Księżnej Walii. Ten szał zawładnął powszechną wyobraźnią i zaowocował mnóstwem dziennikarskiego wyolbrzymiania  – pamflecista John Arbuthnot wydał dzieło: "DIABEŁ u Św. Jakuba: Lub pełne i prawdziwe SPRAWOZDANIE najokropniejszej i krwawej BITWY pomiędzy Madam FAUSTINĄ i Madam CUZZONI", w którym reprymendował obie damy: "Dwóch ludzi po fachu nigdy ze sobą się nie zgadza... Ale któż by pomyślał, że ta zaraza dosięgnie także Haymarketu i pobudzi Dwie Śpiewające Damy do zrywania sobie nawzajem peruk.  Nie chcę rozsądzać, kto był agresorem, ale patrząc od pewniejszej strony, obie obciążam winą; jest to jawny wstyd, że dwie tak dobrze urodzone Damy wyzywają się od suk i dziwek." Ostatnie badania pokazały wszakże, że to raczej zwolennicy wokalistek zachowywali się skandalicznie, a nie same śpiewaczki, które wcześniej pracowały razem we Włoszech i kontynuowały wspólną pracę dla Akademii Królewskiej, do czasu gdy dyrektorzy musieli ją rozwiązać  ze względu na długi.

## Późniejsza kariera
W odróżnieniu od Cuzzoni, Faustina nigdy nie wróciła do Anglii. W latach 1728–1732, udzielała się na scenach głównych włoskich miast, szczególnie Wenecji. W 1730 roku, poślubiła niemieckiego kompozytora, Johanna Adolfa Hassego, a następnego roku para została wezwana na dwór Augusta Mocnego w Dreźnie, gdzie Faustina odnosiła wielki sukces w operze jej męża Cleofide. Byli opisywani przez znanego librecistę Metastasia jako „iście wspaniała para”.
Hasse pozostał na dworze saskim przez ponad trzydzieści lat, a jego żona śpiewała przynajmniej w piętnastu jego operach pomiędzy Caio Fabricio w 1734 roku a Ciro riconosciuto (1751). Faustina mogła jednak wybierać cię w długie podróże do Włoch, ponownie pokazywała się w Neapolu, Wenecji, Parmie i w innych miastach w operach Pergolesiego, Porpory i Vinciego, a także w dziełach swojego męża. Chociaż wycofała się z teatru w 1751 roku, Faustina zachowała swoją pensję i tytuł virtuosa da camera u Elektora aż do śmierci następcy Augusta, Augusta Sasa w 1763 roku.
W tym czasie przeniosła się wraz z mężem do Wiednia, a w końcu do Wenecji w 1773 roku. Mieli dwie córki, obie były wykształconymi śpiewaczkami. W odwiedzinach w 1772 roku, Charles Burney opisał Faustinę jako "niską, wrażliwą i żwawą staruszkę, z dobrymi pozostałościami … tego piękna, za które była tak podziwiana w młodości." W przeciwieństwie do swej rywalki Cuzzoni, która zmarła w ubóstwie, Faustina cieszyła się dostatnią starością.

## Bordoni jako artystka
Kompozytor Quantz opisał cechy Bordoni, jak podał Charlesowi Burneyowi:
"Faustina miała głos mezzosopranowy, mniej przejrzysty niż przenikliwy. Jej skala obecnie obejmowała b małe do g dwukreślnego; ale później poszerzyła dolne rejestry głosu. Miała w sobie to, co Włosi nazywają un cantar granito; jej wykonanie było wyraziste i błyskotliwe. Miała sprawny język do wyraźnego i szybkiego wymawiania słów oraz giętkie gardło do szybkich pasaży, z takim pięknym trylem, który uruchamiała, kiedy tylko chciała. Czy pasaże były stopniowe, czy skokowe, czy też powtarzały ten sam dźwięk; ich wykonanie było dla niej tak łatwe jak dla każdego instrumentu. Ona była, bez wątpienia, pierwszą, która wprowadziła z sukcesem szybkie powtarzanie tej samej nuty. Miała bardzo dobrą pamięć do własnych zmian i ornamentów, oraz bystry umysł do oddawania słowom ich pełnej wartości i wyrazu."
Burney zauważył moc dźwięku e dwukreślnego w jej głosie. Warto zwrócić uwagę, że połowa aryj pisanych dla niej przez Handla jest osadzona w tonacjach E lub A (dur lub moll), które nadają temu dźwiękowi szczególną wagę.